# Centre culturel

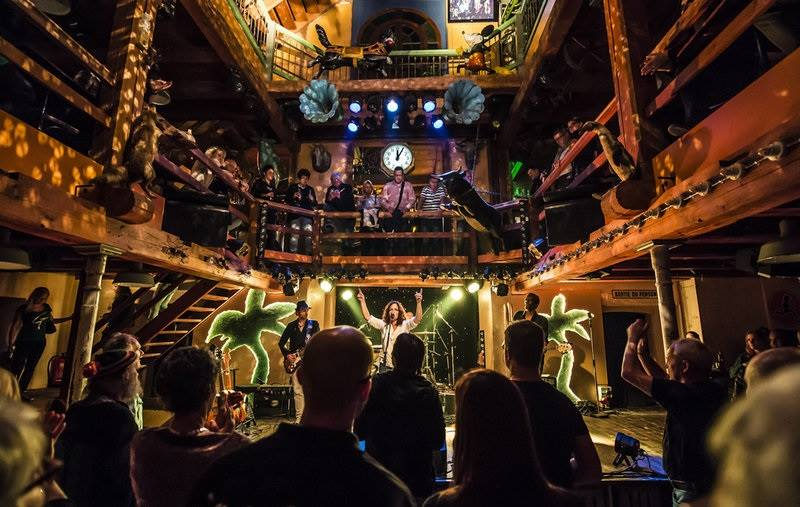
Salle de spectacle du Centre culturel Mühle Hunziken à Rubigen (canton de Berne, Suisse).

Un centre culturel (parfois appelé complexe culturel) est une institution et un lieu qui propose notamment une programmation de spectacles, des expositions, des conférences, mais aussi de l'animation socioculturelle à destination de la population locale ou de passage.

## Par pays

### Canada
Le Québec compte parmi ses centres culturels les maisons de la culture de Montréal.

### Belgique
En Région wallonne et à Bruxelles, les centres culturels sont nés dans la foulée des Maisons de la Culture et des MJC développées par André Malraux en France. Régis par un nouveau décret (1992, modifié en 1995 puis en 2013), les centres culturels ont pour missions la création artistique, la valorisation des patrimoines, l'éducation permanente, l'animation socioculturelle, l'aide aux associations locales, etc.
Les centres culturels sont au nombre de plus de 110, dont : le Centre culturel de la Communauté française « Le Botanique », le Centre culturel européen « Les Halles de Schaerbeek », le Centre culturel régional de Charleroi « l'Eden », le Centre culturel régional transfrontalier « Le Manège.Mons » à Mons, 11 autres centres culturels régionaux (Ath, Arlon, Brabant wallon, Dinant, Huy, La Louvière, Marche-en-Famenne, Namur, Philippeville, Tournai, Verviers), et 100 centres culturels locaux, dont 11 à Bruxelles (Anderlecht, Berchem-Sainte-Agathe, Bruxelles-Laeken, Etterbeek, Evere, Schaerbeek, Ganshoren, Jette, Saint-Gilles, Watermael-Boitsfort, Woluwe-Saint-Lambert).
Légèrement différent dans le concept de participation culturelle, le décret de 2001 de la Communauté flamande sur les Cultuurcentra met davantage l'accent sur la diffusion culturelle et la formation des animateurs sociocultuels.

### France
Les associations culturelles en France promeuvent la création artistique, la valorisation des patrimoines, l'éducation permanente, l'animation socio-culturelle, l'aide aux associations locales. Dans certaines communes, il existe des centres culturels gérés par la municipalité.
À l'étranger, les centres culturels français gérés par le ministère chargé des Affaires étrangères ont l'appellation d'institut français ou de centre franco-étranger. Les comités de l'Alliance française jouent également ce rôle et signent à cet effet des conventions avec les ambassades de France concernées. 

### Autres pays
L'Allemagne compte parmi ses centres culturels le Gasteig. Aux Pays-Bas, il y a l'ACU à Utrecht, le De Balie, le Glaspaleis, et l'OT301.
En Amérique du Sud, le Centro Cultural Kirchner, à Buenos Aires, est le centre culture le plus grand d'Amérique latine,. L'Équateur compte le Centro Cultural PUCE. Le Brésil possède son Centro Cultural Banco do Brasil basée dans plusieurs communes comme Rio de Janeiro.
Le Vanuatu possède son Centre culturel de Vanuatu.